# Trichoridia canosparsa
Trichoridia canosparsa là một loài bướm đêm trong họ Noctuidae.